# 王光贤
王光贤（1966年5月—），男，汉族，湖北郧县人，中华人民共和国政治人物。曾任上海市人民检察院副检察长。第十三、十四届全国政协委员。